# Ramariopsis
Ramariopsis é um gênero de fungos clavarioides ou fungos de coral, da família Clavariaceae. O gênero tem uma distribuição coletiva ampla e contém cerca de 40 espécies. O nome significa "com a aparência de Ramaria".

## Taxonomia
Ramariopsis foi originalmente definido como um subgênero de Clavaria pelo micologista holandês Marinus Anton Donk em 1933. Várias espécies europeias semelhantes ao tipo, Clavaria kunzei, foram incluídas: Clavaria subtilis, Clavaria pyxidata, Clavaria angulispora e Clavaria pulchella. No conceito de Donk, as características definidoras do grupo incluíam basidiomas pequenos e ramificados com um estipe e uma consistência quase cartilaginosa na carne. Os esporos são pequenos e hialinos (translúcidos), esféricos a elipsoides, e têm uma ornamentação de superfície que varia de equinulada (espinhosa) a verruculosa (coberta com pequenas verrugas). E.J.H. Corner promoveu o subgênero ao status de gênero em sua monografia mundial de fungos clavarioides de 1950.
Ron Petersen modificou o gênero em 1966 para incluir espécies com esporos lisos, como R. minutula. Três anos depois, ele propôs o subgênero Laevispora para conter as espécies com esporos lisos. Em 1985, Pegler e Young usaram a microscopia eletrônica para examinar os detalhes ultraestruturais da superfície do esporo, o que revelou que os esporos considerados lisos com a microscopia de luz convencional eram ornamentados no nível ultraestrutural. Eles determinaram que o gênero poderia ser dividido em três grupos com base na ornamentação dos esporos. O grupo Kunzei tem uma túnica descontínua (bainha) que forma verrugas; o grupo Biformis tem uma túnica contínua que forma verrugas; e o grupo Minutula tem uma túnica contínua que forma rugosidades (rugas ou vincos).

## Descrição
As espécies têm basidiomas verticais que são pedunculados, com vários ramos, muitas vezes dicotômicos, as vezes semelhantes a chifres. Os ramos podem ser cilíndricos ou achatados, com um ápice pontiagudo ou arredondado, e a textura da carne pode ser quebradiça ou bastante resistente, e em várias cores. As hifas são mais ou menos inchadas, com fíbulas. Os basídios têm, em sua maioria, quatro esporos. Os esporos são amplamente elipsoides ou aproximadamente esféricos, com um comprimento máximo de 5,5 μm. Eles são hialinos, finamente equinulados ou verrugosos, e cada um contém uma grande gota de óleo ou gotícula.

## Distribuição
As espécies de Ramariopsis são amplamente distribuídas em florestas úmidas de shola, semiperenes a perenes, dos Gates Ocidentais, em Kerala, na Índia, e ocorrem dispersas em aglomerados densos no solo e raramente em madeira podre.

## Espécies

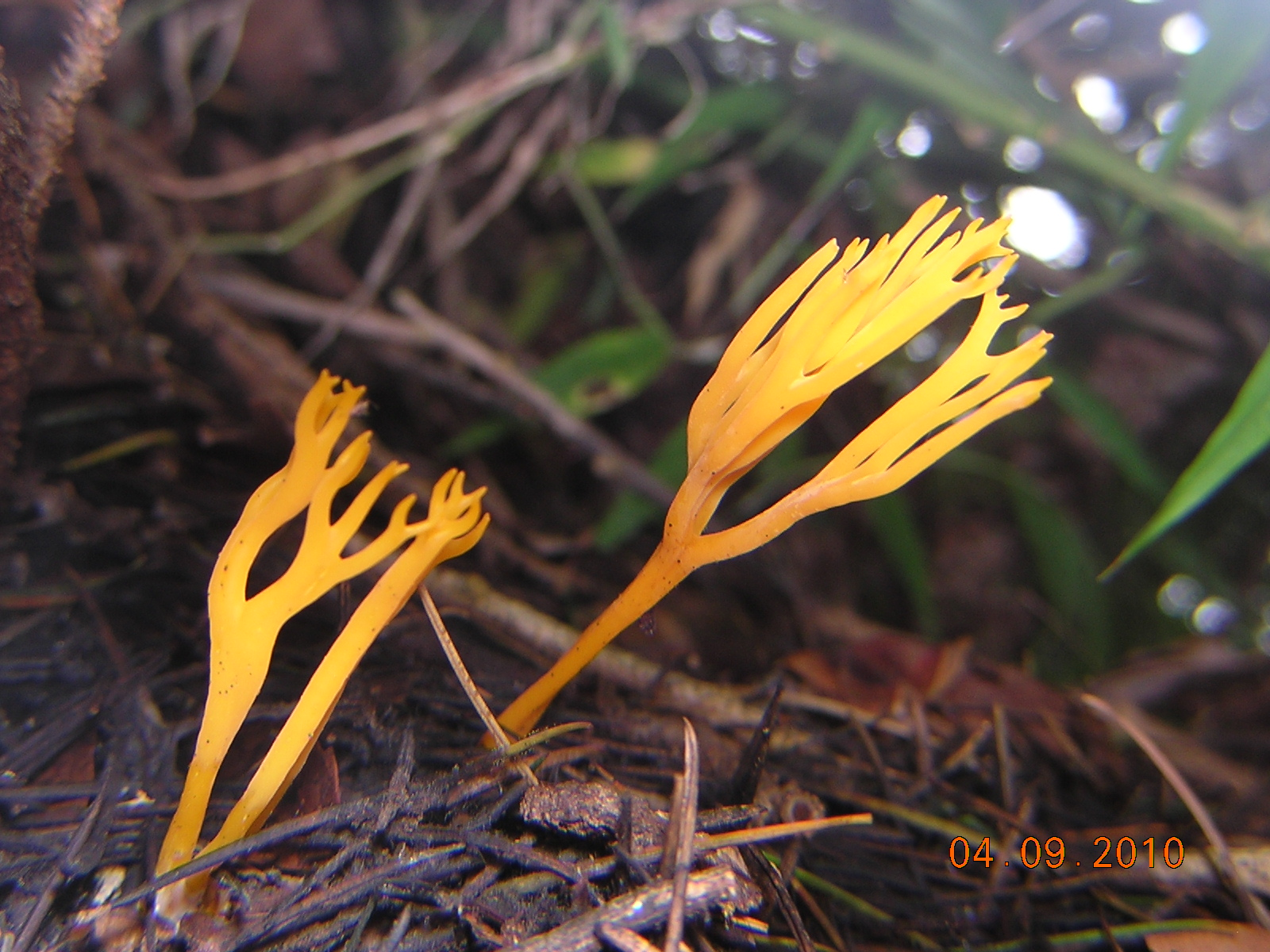
Ramariopsis crocea

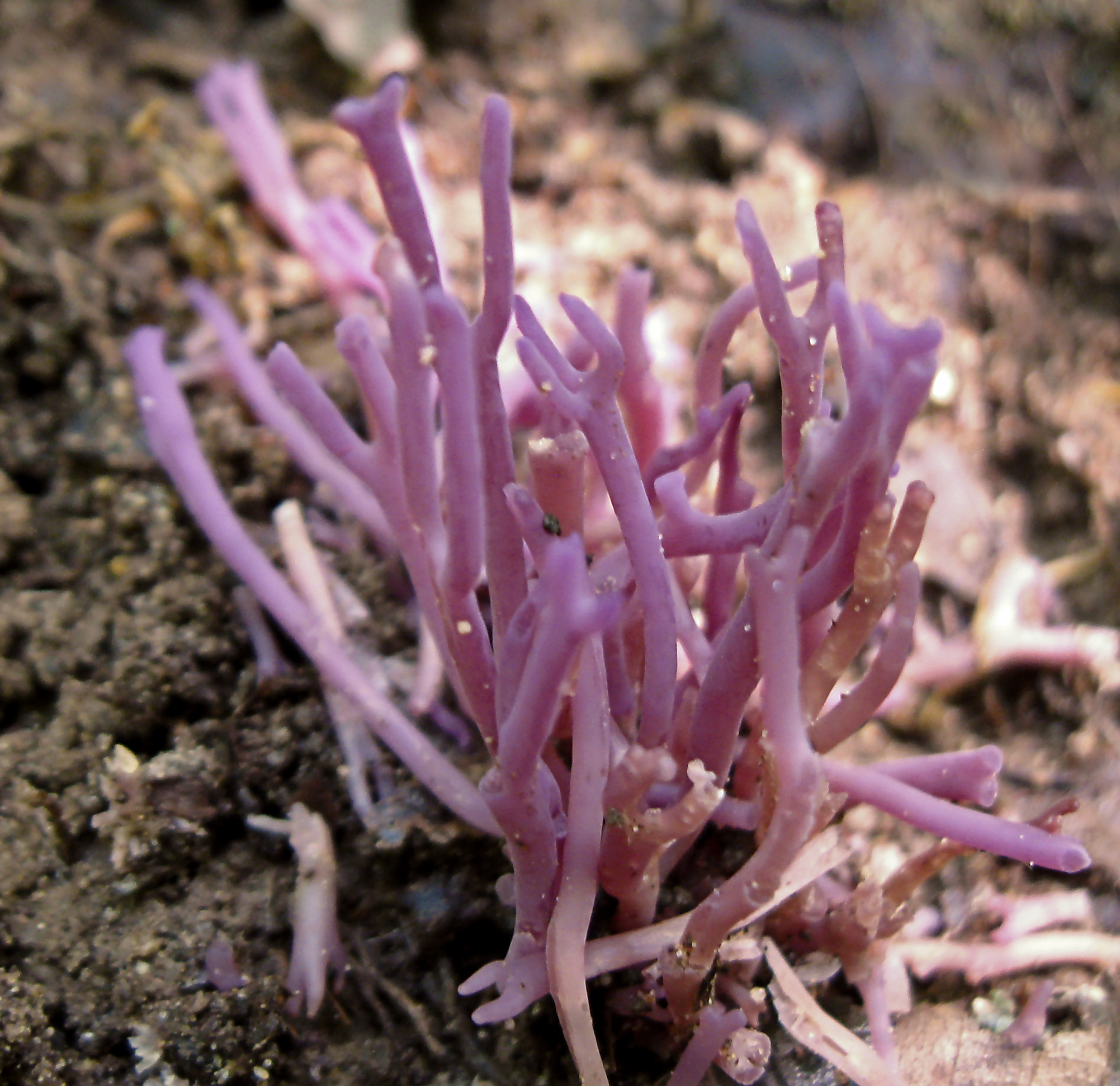
Ramariopsis pulchella

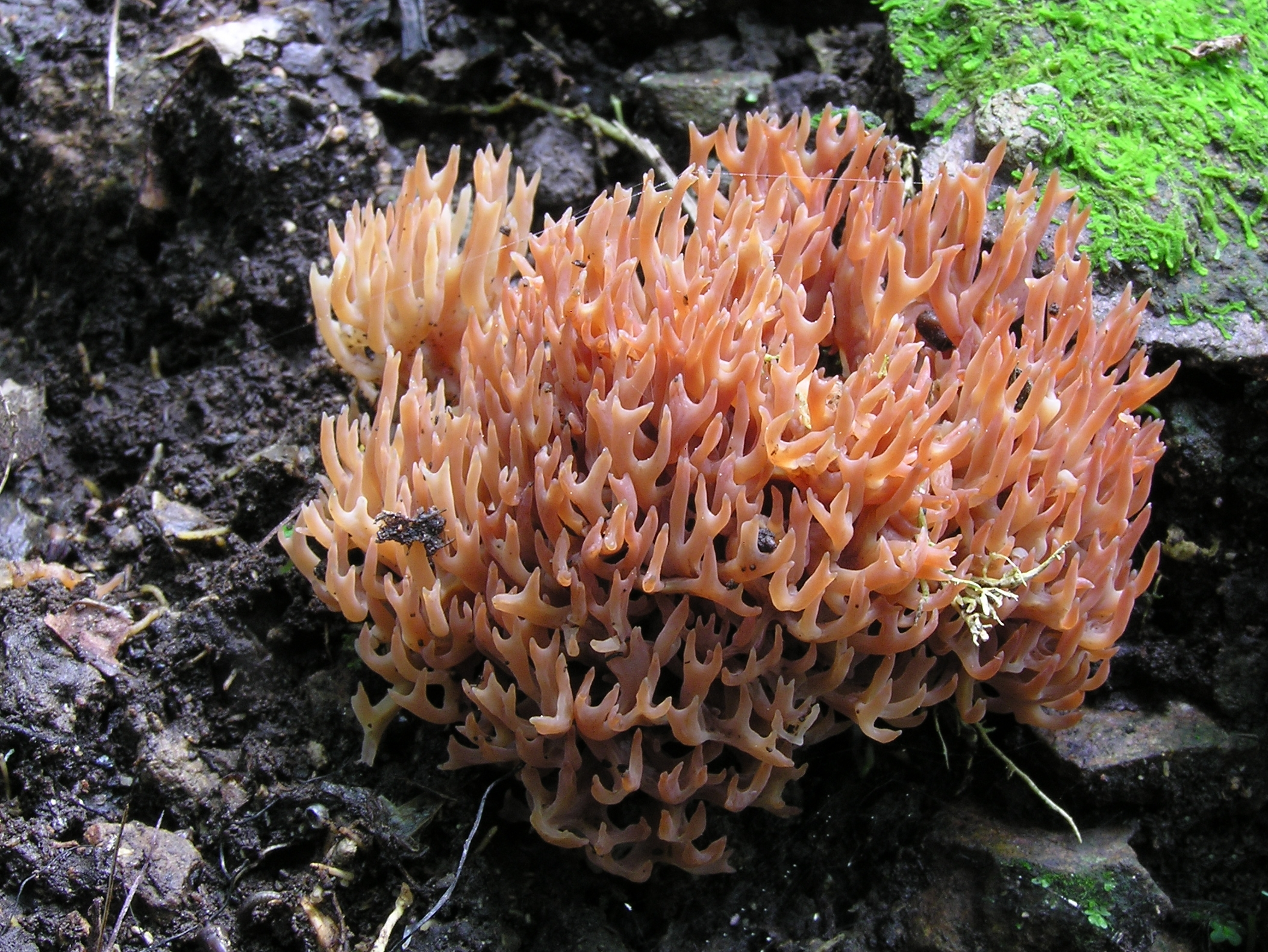
Ramariopsis ramarioides

Em dezembro de 2024, o Mycobank e o Index Fungorum incluíam mais de 41 espécies válidas de Ramariopsis. Petersen descreveu mais de uma dúzia de novas espécies da Nova Zelândia em 1988.
- R. agglutinata R.H.Petersen 1988 – Nova Zelândia
- R. alutacea R.H.Petersen 1988 – Nova Zelândia
- R. asperulospora (G.F.Atk.) Corner 1950
- R. asterella (G.F.Atk.) Corner 1950
- R. atlantica (Gibertoni) 2016 - Brasil
- R. avellanea  R.H.Petersen 1988 – Nova Zelândia
- R. avellaneo-inversa R.H.Petersen 1988 – Nova Zelândia
- R. bicolor R.H.Petersen 1988 – Nova Zelândia
- R. californica R.H.Petersen 1969
- R. cinnamomipes R.H.Petersen 1978
- R. citrina Schild 1971
- R. clavuligera (R.Heim) Corner 1950
- R. costaricensis L.D.Gómez 1972
- R. cremicolor R.H.Petersen 1988 – Nova Zelândia
- R. crocea (Pers.) Corner 1950
- R. flavescens R.H.Petersen 1969
- R. gilibertoi Agnello 2019 - Itália
- R. hibernica Corner 1971
- R. hirtipes 2020 - Itália
- R. junquillea R.H.Petersen 1988 – Nova Zelândia
- R. kunzei  (Fr.) Corner 1950
- R. longipes R.H.Petersen 1988 – Nova Zelândia
- R. luteotenerrima (Overeem) R.H.Petersen 1988 – Nova Zelândia
- R. novae-hibernica Corner 1971
- R. ovispora R.H.Petersen 1988 – Nova Zelândia
- R. pseudosubtilis R.H.Petersen 1969
- R. pulchella (Boud.) Corner 1950
- R. ramarioides R.H.Petersen 1988 – Nova Zelândia
- R. robusta Matouš & Holec 2017 - Eslováquia
- R. rufipes (G.F. Atk.) 1964
- R. subtilis (Pers.) R.H.Petersen 1978
- R. tenuicula (Bourdot & Galzin) R.H.Petersen 1969
- R. tortuosa R.H.Petersen 1988 – Nova Zelândia

## Links externos
- Ramariopsis em Index Fungorum